# U Liščích děr
U Liščích děr (286 m n. m.) je vrch v okrese Hradec Králové Královéhradeckého kraje při hranici s okresem Jičín. Leží asi 1,5 km jihovýchodně od města Vysoké Veselí, vrcholem na katastrálním území vsi Chotělice, západním a severním svahem na území Vysokého Veselí.

## Geomorfologické zařazení
Geomorfologicky vrch náleží do celku Východolabská tabule, podcelku Cidlinská tabule, okrsku Ostroměřská tabule a podokrsku Chomutická tabule, jehož je to nejvyšší bod.